# Cold (groupe)
Pour les articles homonymes, voir Cold.
Cold est un groupe de rock américain, originaire de Jacksonville, en Floride. Il est actif depuis la dernière moitié des années 1990. Leur titre le plus connu est No One, de l'album 13 Ways to Bleed on Stage produit en l'an 2000. Le groupe se dissous en 2006 pour laisser place à divers projets personnels des artistes, mais en 2009, les membres initiaux se sont réunis pour une tournée aux États-Unis avec. Le 19 juillet 2011, ils publient un nouvel album intitulé Superfiction.

## Biographie

### Débuts (1996–2000)
Cold, à cette période appelé Grundig, forme en 1996 avec la formation composée de Scooter Ward (chant, guitare), Sam McCandless (batterie), Jeremy Marshall (basse) et Matt Loughran (guitare). Le groupe, initialement basé à Jacksonville, se délocalise à Atlanta, en Géorgie, espérant se populariser. À cette période, Matt Loughran quitte le groupe et est remplacé par Sean Lay, qui quitte aussi le groupe. Kelly Hayes se joint au groupe, et retourne ensemble en Floride.
Cold est suivi de près à Jacksonville par Fred Durst. Impressionné par ce qu'il a entendu, il invite à enregistrer deux chansons acoustiques, Check Please et Ugly. Les deux démos sont données au producteur Ross Robinson, qui, n également impressionné par ce qu'il a entendu, fera enregistrer le premier album du groupe, Cold, publié en 1998. L'album est un petit succès publié au label A&M Records - désormais sous Interscope Records. Cette même année, le groupe publie l'EP Oddity. La couverture, qui fait participer l'épouse de McCandless, montre leur tarentule de compagnie nommée Wednesday, posée sur une poupée.

### 13 Ways to Bleed on Stage(2000–2002)
Après le succès underground de Cold, Geffen finance leur deuxième album intitulé 13 Ways to Bleed on Stage, qui sera publié en 2000. En 1999, avant l'enregistrement de l'album, le groupe recrute le guitariste local Terry Balsamo, qui jouait brièvement pour Limp Bizkit. Avec le recrutement de ce guitariste, Ward peu enfin signer et interagir avec la foule. 13 Ways to Bleed on Stage devient leur album le mieux connu du groupe ; il comprend les singles End of the World et No One qui seront diffusés à la radio, No One ayant atteint la 17e place des Mainstream Rock Tracks, et la 13e place des Modern Rock Tracks, et le clip étant diffusé sur MTV2. L'album fait participer le chanteur Aaron Lewis de Staind sur les chansons Send in the Clowns et Bleed, et le chanteur Sierra Swan de Dollshead sur No One et Witch. La chanson Just Got Wicked est incluse dans le jeu vidéo Jet Grind Radio et se place 25e des Mainstream Rock Tracks, aidant le groupe à se populariser. En avril 2002, le groupe publie Gone Away. La chanson est incluse dans la compilation WWF Tough Enough.

### Year of the Spider(2002–2004)
Avec le succès de 13 Ways to Bleed on Stage, Geffen finance le troisième album du groupe, Year of the Spider, qui est publié en 2003. L'album est en date le mieux vendu du groupe ; il débute troisième des Billboard Album charts, avec plus de 101 000 exemplaires vendus une semaine après sa sortie. Le premier single de l'album, Stupid Girl, est le seul de Cold à atteindre le Billboard Hot 100 (87e place).
En 2004, le guitariste Kelly Hayes quitte le groupe. Une semaine plus tard, Hayes confirme officiellement sa place de guitariste au sein du groupe de hard rock Allele. En milieu 2004, le groupe demande à Geffen de mettre un terme à son contrat. À cette période, Cold enregistre la bande-son du film Psi-Ops: The Mindgate Conspiracy qui comprend With My Mind, Came All the Way, Just Got Wicked (Chris Vrenna Remix), et Go Away (Chris Vrenna Eye Socket Remix), puis se lance en tournée avec Sevendust en soutien à With My Mind. Ils jouent également à l'E3 en soutien au jeu ; cependant, la chanson ne sera publiée sur aucun album.

### A Different Kind of Pain(2004–2006)
En septembre 2004, le groupe recrute Matt Loughran, et signe au label Atlantic Records (une division de Lava Records), dans lequel ils annoncent un nouvel album. L'album sera produit par Elvis Baskette et annoncé pour décembre 2004. Cependant, Cold fait face au départ d'Eddie Rendini. Le nouvel album est prévu pour printemps 2005. Avant la sortie de l'album, Cold revient en studio pour enregistrer de nouvelles chansons. L'album est originellement intitulé And a Sad Song Lives On, mais plus tard renommé The Calm that Killed the Storm, et la date est repoussée au 13 septembre 2005.
En juin 2005, le site web du groupe annonce un autre changement de titre pour celui de A Different Kind of Pain. Happens All the Time est le premier single publié accompagné d'un clip. L'album débute 26e des Billboard Albums Charts avec plus de 36 000 exemplaires vendus. A Different Kind of Pain diverge du son radio-friendly des deux précédents albums. Le single-titre est publié comme second single, mais sans vidéo. La majeure partie de A Different Kind of Pain est écrite dans la chambre de  la sœur de Ward qui se battait contre un cancer. Le 17 novembre 2006, Cold annonce sa séparation.

### Réunion etSuperfiction(2008–2012)
En janvier 2009, Cold annonce officiellement les premières dates de sa tournée de réunion sur MySpace. La formation se compose de Scooter Ward, Sam McCandless, Jeremy Marshall, Kelly Hayes, et Terry Balsamo. Hayes est remplacé par Joe Bennett, qui se séparera de Cold en juillet 2009, et qui sera remplacé par l'ancien guitariste de Cold, Zac Gilbert.
Cold confirme un album en mi-2011. L'album Superfiction est publié le 18 juillet 2011 au label Eleven Seven, et débute 36e du Billboard 200 avec 11 317 exemplaires vendus.

### COLD:LIVE(depuis 2012)
En novembre 2012, Scooter Ward révèle un nouvel album acoustique et quatre nouvelles chansons en 2013. En avril 2013, Ward annonce que l'album sera un double album live.

## Style musical
Cold est catégorisé rock alternatif, hard rock, nu metal,,,, metal alternatif,, et post-grunge,.

## Membres

### Membres actuels
- Scooter Ward – chant, claviers, guitare (1996–2006, depuis 2009)
- Sam McCandless – batterie (1996–2006, depuis 2009)
- Terry Balsamo - guitare (1999–2004, 2009, depuis 2016)
- Zac Gilbert - guitare (2005–2006, depuis 2009)
- Drew Molleur - guitare, chœurs (depuis 2010)
- Lindsay Manfredi - basse (depuis 2014)

### Anciens membres
- Jeremy Marshall – basse, chœurs (1996, 1996–2006, 2009–2014)
- Matt Loughran - guitare (1996, 2004–2006)
- Pat Lally - basse (1996)
- Sean Lay - guitare (1996)
- Kelly Hayes – guitare (1996–2004)
- Eddie Rendini - guitare (2004 ; décédé en 2015)
- Mike Booth - guitare, claviers (2005)
- Joe Bennett - guitare (2009)
- Michael Harris - guitare (2009)

## Discographie
- 1998 : Cold
- 2000 : 13 Ways to Bleed on Stage
- 2003 : Year of the Spider
- 2005 : A Different Kind of Pain
- 2011 : Superfiction

2019 : The Things We Can't Stop